# KIT-I
KIT-I (произносится как Китай) — российская поп-рок-группа, образовавшаяся в 2007 году.
Название связано со станцией метро «Китай-город», на которой располагалась первая репетиционная база группы. Известность получили в 2009 году после выхода песни «После дождя».

## История
Репетиции группы начались в 2007 году. Первоначально группа состояла из Гриши, Скитлса, Финк и барабанщика, который впоследствии покинул группу. После неоднократных отказов от сотрудничества со стороны звукозаписывающих компаний и радиостанций группа показала свои демозаписи продюсеру Максиму Фадееву, который, впоследствии, стал с ними работать. На съёмках первого клипа Гриша познакомился с барабанщиком Джусом, который в дальнейшем был принят в группу.
В начале лета 2009 года, по версии «Московского комсомольца», группа стала главным музыкальным шоком сезона, а их видеоклипы и песни попали в ротацию ведущих музыкальных каналов и радиостанций страны. В 2010 году группа победила в двух номинациях «OE Video Music Awards 2010», устроенной развлекательным каналом OE, вещающим на территории прибалтийских стран.
12 мая 2012 года состоялась свадьба вокалиста Григория и бас-гитаристки Сони Финк. В том же году группа фактически прекратила существование, но её участники открыли продюсерский центр и студию звукозаписи NINTH LION. В 2019 в соцсетях Соня объявила о расставании с Григорием. 

## Состав группы
- Гриша RADUGA — соло-гитара, вокал
- Соня Финк — бас-гитара
- Паша Скитлс — ритм-гитара
- Сергей Джус — барабаны (покинул группу в 2012 году)

## Видеоклипы
- 2009 — «После дождя» (реж. Максим Фадеев)
- 2009 — «Осень» (реж. Максим Фадеев)
- 2010 — «Выпускной» (реж. Алан Бадоев)
- 2010 — «Моё сердце» (реж. Максим Фадеев)

## Премии

### OE Video Music Awards 2010
- Победители в номинации «Лучшая Песня Года 2010» за песню «После дождя»[5]
- Победители в «Самой Искренней номинации (от истинных поклонников)»[6]
- Второе место в номинации «Видео Года 2010» за клип на песню «Осень»[7]